# Иуда (фильм, 1930)
«Иуда» («Антихрист») — советский чёрно-белый немой фильм 1930 года режиссёра Евгения Иванова-Баркова по сценарию Павла Бляхина.
Психологическая драма священника, решившего порвать с религией, «разоблачение контрреволюционной роли духовенства в годы гражданской войны».
Считающийся значительной работой в творчестве режиссёра, фильм выделяется и вообще среди фильмов периода немого кино: так, основоположник советского киноведения Николай Михайлович Иезуитов в 1934 году писал, что этот фильм «стоял на голову выше средней картины того времени».
Фильм сохранился без 5-й части.

## Сюжет
Действие происходит во время Гражданской войны. Крестьяне села Боголюбова, обрабатывающие на кабальных условиях монастырские земли, узнав о приближении Красной Армии отказываются платить монастырю арендную плату. Игумен монастыря обращается к стоящему недалеко полку белогвардейцев с просьбой прислать для усмирения крестьян карательный отряд.
Группа крестьян во главе с красным партизаном Фёдором оказывает карательному отряду сопротивление, но, в решающий момент боя перед повстанцами появляется старец Иона, который с крестом в руках заклинает их не проливать крови. Среди крестьян возникает замешательство и белогвардейцы побеждают.
Обозленное бунтом духовенство, войдя в союз с белыми, решает жестоко наказать бунтовщиков — карательный отряд отбирает у бедняков последнюю скотину, чиня грабежи и насилия.
В то же время Иона узнает, что вместе с игуменом под видом послушника живёт женщина. И слишком много узнавшего о делишках развратного настоятеля старца, решившего выступить с обличительной проповедью, садят в темницу вместе с арестованными бунтовщиками. Скрывающийся в лесу отряд красных партизан спасает крестьян и старца Иону от расстрела.
Начальник белогвардейского отряда предлагает игумену провести вербовку добровольцев для борьбы с партизанами. Попы, чтобы привлечь на свою сторону крестьян, устраивают «чудо» с «плачущей иконой». Часть крестьян вступает в отряд белых. Но монах Онуфрий разоблачает жульнические махинации попов с иконой, и возмущённые обманом крестьяне, вооруженные попами для борьбы с «красными антихристами», вместе с красными партизанами обращают оружие против своих действительных врагов.

## В ролях
- Борис Фердинандов — старец Иона
- Эмма Цесарская — Настя
- Василий Ковригин — Онуфрий, послушник
- Иван Штраух — Фёдор, красный партизан
- Иван Клюквин — белогвардейский офицер
- Леонид Юренев — монастырский эконом
- Александр Антонов — унтер-офицер
- Владимир Карин — мужик
- Наум Рогожин — игумен
- Надежда Ковалёва — Анна
- Елизавета Найдёнова — эпизод

## Съемки
Сценарий фильма, вначале называвшийся «В кадильном чаду», написал П. А. Бляхин, автор знаменитых «Красных дьяволят», на тот момент глава литературно-сценарного отдела «Совкино».

Сценарий был необычен. В отличие от антирелигиозных произведений того времени, в которых священнослужители выступали в роли отрицательных персонажей, олицетворяли людей, обманывающих народ, в сценарии «В кадильном чаду» поп был главным положительным героем, которому стало зазорно морочить голову верующим бессмысленными обрядами, а рядом с ним действовал простодушный чудак дьякон. Это было ново. Я заинтересовался сценарием.— режиссёр фильма Евгений Иванов-Барков
Режиссёр в своих воспоминаниях оставил очень подробный рассказ о создании фильма. При этом режиссёр отмечал, что:

Антирелигиозные темы мне всегда были по душе. Мое детство и юность прошли в Костроме. В городе было три больших монастыря и один из них — знаменитый Ипатьевский. Попов и монахов в нашем городе было хоть отбавляй. Живя бок о бок с ними, часто общаясь, горожане знали всю подноготную их жизни, а она зачастую была далеко не безгрешной и никак не воспитывала в нас религиозные чувства. Став кинорежиссёром, я мечтал поставить фильм на этом материале. Мне хотелось показать то, что было хорошо знакомо по юношеским и детским впечатлениям — сильную, организованную, богатую церковь, эксплуатирующую трудовой народ, показать серьёзный конфликт между народом и церковью.— режиссёр фильма Евгений Иванов-Барков
На роль игумена режиссёр пригласил Наума Рогожина, уже запомнившийся похожей ролью в фильме 1924 года «Крест и маузер», и который играл только отрицательные роли из-за своей внешности:

Такая внешность сделала Рогожина незаменимым исполнителем ролей шпионов, диверсантов, вредителей, а также священнослужителей, вызывающих не издёвку, не смех, как в комедии, а отвращение и ужас. Так, в фильме «Иуда» его игумен был развратником, провокатором, а викарий в фильме «Крест и маузер» — шпионом, убийцей, с распятием в одной руке и оружием в другой.— Ирина Гращенкова  - Киноантропология XX/20

## Критика
Фильм пользовался большим успехом и долго не сходил с экрана.
Ещё перед выпуском фильма на экран, в ноябре 1929 года в Москве в клубе Завода «Серп и молот» состоялся просмотр и обсуждение фильма: рабочие завода выступали, спорили, отмечали недостатки фильма, но конечное мнение ораторов были единодушным: «побольше таких картин рабочим и крестьянам». В резолюции участников обсуждения было записано:

Просмотрев картину «Иуда», рабочие завода «Серп и молот» и представители пленума областного совета безбожников признают своевременность и нужность данной картины, её безусловную художественную ценность.
Уже современниками фильм выделялся в ряду других антирелигиозных картин того времени, и отмечалось, что его место определяется не только лишь актуальностью темы:

«Иуда» — первая фильма, по-серьёзному агитирующая за атеизм и развертывающая антирелигиозную тему в широких масштабах и с художественной убедительностью. Режиссёру и сценаристу удалось сжать огромный материал в экономные образы, в цепь последовательных драматических событий, полных жизненного правдоподобия и построенных с хорошей легкостью и простотой.— журнал «Кино и жизнь», 1930
В статье о режиссёре в Большой Советской Энциклопедии отмечено: «Значительная работа Иванов-Баркова — антирелигиозный фильм „Иуда“».

По жанру «Иуда» ближе всего к психологической драме. Заслуга авторов заключалась в том, что фильм выходил за рамки личной драмы главного героя и вызывал у зрителя широкие социальные обобщения. Художественно убедительно показывают авторы фильма путь Ионы от умиленной веры в бога к атеизму. Интересен по замыслу и воплощению образ послушника Онуфрия (артист В. Ковригин). Он прислуживает по обязанности, а не по убеждению и прилагает немало усилий для того, чтобы разоблачить перед Ионой (и перед зрителем) растленность монастырских нравов. Превосходна сцена разоблачения Онуфрием махинаций игумена с плачущей иконой богоматери. Полюбившийся зрителям образ смелой крестьянской девушки создала в фильме Э. Цесарская. Фильм «Иуда» отличается цельностью идейно-художественного и изобразительно-стилевого решения. В этом немалая заслуга операторов Г. Гибера и П. Безбородова, художника В. Рахальса и в первую очередь режиссёра Е. Иванова-Баркова.— Журнал «Искусство кино», 1960 год
Валерий Николаевич Турицын, кандидат искусствоведения, доцент ВГИКа, назвал фильм самой крупной и самой значительной работой Иванова-Баркова периода немого кино:

В фильме «Иуда» как бы синтезировалось всё характерное для творчества Иванова-Баркова: стремление к точной, детализированной обрисовке быта, острота драматического конфликта, характер, как правило, взятый на переломе.

Антирелигиозные мотивы, впервые прозвучавшие ещё в «Мороке», в «Иуде» нашли более полное отражение. И то, что прежде было на уровне агитки, теперь обрело силу искусства. Здесь же Иванов-Барков показал себя и как мастер сатиры — злой, бичующей, уничтожающей. Остросатирическими красками обрисован быт монастырской братии, ведущей праздный и разгульный образ жизни, бесконечно обманывающей народ. Когда фильм вышел на экран, на него ополчились верующие, они присылали режиссёру письма с угрозами,— столь убедительна и правдива была картина.

Однако главным в «Иуде» было не столкновение церкви и народа, не конфликт между представителем культа и массами, а конфликт между священнослужителем и религией, конфликт в душе Ионы. Образ искренне верующего человека, на личном опыте убеждавшегося в лживости религиозных заповедей, создал в фильме актёр Камерного театра Б. Фердинандов. Образ психологически глубокий и жизненно достоверный. Сцена прозрения — одна из самых сильных сцен фильма — кульминация в характере старца Ионы. Она решена на крупных планах. Все подчинено раскрытию того душевного перелома, который происходил в сознании героя.— Валерий Николаевич Турицын, кандидат искусствоведения, доцент ВГИКа, 1971 год
Лучшим немым фильмом режиссёра назвал «Иуду» и киновед Кирилл Эмильевич Разлогов:

Серьёзный антирелигиозный фильм «Иуда» — лучший свой фильм немого периода — поставил режиссёр Е. Иванов-Барков. Он снят по сценарию П. Бляхина, в котором с большой достоверностью показана жизнь монастыря на фоне событий гражданской войны.— Кирилл Эмильевич Разлогов, 2006 год
Основоположник советского киноведения Николай Михайлович Иезуитов в 1934 году писал, что этот фильм «стоял на голову выше средней картины того времени».